# امانوئل کوریر
امانوئل کوریر (انگلیسی: Emmanuel Korir؛ زادهٔ ۱۵ ژوئن ۱۹۹۵) دونده اهل کنیا است.
وی در مسابقات کشوری و بین‌المللی در مجموع برندهٔ ۳ مدال طلا، ۱ مدال نقره شده‌است.